# Mesembria
Mesembria is een geslacht van kevers uit de familie  
kniptorren (Elateridae).
Het geslacht is voor het eerst wetenschappelijk beschreven in 1955 door Arnett.

## Soorten
Het geslacht omvat de volgende soort:
- Mesembria subtilis (Candèze, 1863)